# 蘭布爾伍德 (新澤西州)
蘭布爾伍德（英語：Ramblewood）是位於美國新澤西州伯靈頓縣的普查規定居民點。

## 人口
根據2020年美國人口普查的數據，蘭布爾伍德的面積為8.82平方千米，當中陸地面積為8.78平方千米，而水域面積為0.04平方千米。當地共有人口6655人，而人口密度為每平方千米754.54人。